# Golden Globe Award/Bester ausländischer englischsprachiger Film
Der Golden Globe Award für den besten ausländischen englischsprachigen Film war ein Golden-Globe-Award-Filmpreis, der zwischen 1957 und 1973 vergeben wurde.

## Sieger
- 1957:  Richard III. (1955)
- 1958:  Die Frau im Morgenrock (1957)
- 1959:  Die letzte Nacht der Titanic (1958)
- 1961:  Der Mann mit der grünen Nelke (1960)
- 1963:  Tom Jones – Zwischen Bett und Galgen (1963)
- 1965:
  - Girl with Green Eyes (1964)
  - Hochzeit auf italienisch (1964)
  - Sallah – oder: Tausche Tochter gegen Wohnung (1964)
- 1966:  Darling (1965)
- 1967:  Der Verführer läßt schön grüßen (1966)
- 1968:  The Fox (1967)
- 1969:  Romeo und Julia (1968)
- 1970:  Oh! What a Lovely War (1969)

### 1970er
| Jahr | Titel                           | Original-Titel           | Land                   | Regie                        |
| ---- | ------------------------------- | ------------------------ | ---------------------- | ---------------------------- |
| 1970 | Liebende Frauen                 | Liebende Frauen          | Vereinigtes Königreich | Ken Russell                  |
| 1970 | Act of the Heart                | Act of the Heart         | Kanada                 |                              |
| 1970 | One Soldier‘s Gamble            | Aru heishi no kake       | Japan                  |                              |
| 1970 | Bloomfield                      | Bloomfield               | Vereinigtes Königreich | Richard Harris und Uri Zohar |
| 1970 | The Virgin and the Gypsy        | The Virgin and the Gypsy | Vereinigtes Königreich | Christopher Miles            |
| 1971 | Sunday, Bloody Sunday           | Sunday, Bloody Sunday    | Vereinigtes Königreich |                              |
| 1971 | The African Elephant            | The African Elephant     | Vereinigtes Königreich |                              |
| 1971 | Friends – Eine Liebesgeschichte | Friends                  | Vereinigtes Königreich | Lewis Gilbert                |
| 1971 | Der Mittler                     | The Go-Between           | Vereinigtes Königreich | Joseph Losey                 |
| 1971 | The Red Tent                    | Krasnaya palatka         | Italien/Sowjetunion    | Mikhail Kalatozow            |
| 1971 | The Raging Moon                 | The Raging Moon          | Vereinigtes Königreich | Bryan Forbes                 |
| 1972 | Der junge Löwe                  | Der junge Löwe           | Vereinigtes Königreich | Richard Attenborough         |
| 1972 | Spiegelbilder (Images)          | Spiegelbilder (Images)   | Vereinigtes Königreich | Robert Altman                |
| 1972 | Living Free                     | Living Free              | Vereinigtes Königreich | Jack Couffer                 |
| 1972 | The Ruling Class                | The Ruling Class         | Vereinigtes Königreich | Peter Medak                  |
| 1972 | X, Y und Zee                    | Zee and Co.              | Vereinigtes Königreich | Brian G. Hutton              |